# Glossodoris cincta
Glossodoris cincta (Bergh, 1888 è un mollusco nudibranchio della famiglia Chromodorididae.

## Descrizione
Specie nota in tre differenti colorazioni, divise per area geografica:
- nel Pacifico sud-occidentale corpo di colore marrone maculato, con una banda, dall'esterno all'interno, bianca, nera e infine gialla;
- nella Filippine e Indonesia banda, dall'esterno all'interno, blu, nera e gialla con questi due colori mescolati;
- nella parte africana dell'Oceano Indiano la banda manca della striscia blu-bianca sul bordo.

## Biologia
Si nutre della spugna Hyrtios erectus.

## Distribuzione e habitat
Comune nell'Indo-Pacifico occidentale.